# Hrabstwo Washington (Oklahoma)
Washington – hrabstwo w stanie Oklahoma w USA. Populacja liczy 50 976 mieszkańców (stan według spisu z 2010 roku).

## Miasta
- Copan
- Dewey
- Ochelata
- Ramona
- Vera